# Pulaski Academy
Pulaski Academy (PA) to niepubliczna szkoła w Little Rock, Arkansas, USA. 
Została założona w 1971, jej nazwa wiąże się z postacią gen. Kazimierza Pułaskiego, bohatera narodowego Amerykanów i Polaków. W roku 2003 została uznana za najlepszą szkołę niepubliczną Arkansas przez czasopismo  Arkansas Democrat-Gazette. Obecnie szkoła kształci ponad 1200 uczniów. Jej maskotką jest niedźwiadek Bruin.